# Air Vanuatu
Air Vanuatu é a companhia aérea nacional de Vanuato com sede na cidade de  Port Vila, capital do país. Opera voos diários para destinos na Austrália, Nova Zelândia e Ilhas do Oceano Pacífico. Sua Base é o Aeroporto Internacional Bauerfield.

## Frota
A frota da Air Vanuatu consiste nas seguintes aeronaves (até dezembro de 2012):
| Aeronave       | Total | Pedidos | Passageiros |
| -------------- | ----- | ------- | ----------- |
| ATR 72-500     | 1     | -       | 68          |
| Boeing 737-800 | 1     | -       | 162         |
| Harbin Y-12    | 3     | -       | 19          |
| Total          | 5     |         |             |